# Роял-Палм-Біч (Флорида)
Роял-Палм-Біч (англ. Royal Palm Beach) — селище (англ. village) в США, в окрузі Палм-Біч штату Флорида. Населення — 38 932 особи (2020).

## Географія
Роял-Палм-Біч розташований за координатами 26°42′17″ пн. ш. 80°13′27″ зх. д. / 26.70472° пн. ш. 80.22417° зх. д. (26.704609, -80.224266).  За даними Бюро перепису населення США в 2010 році селище мало площу 29,40 км², з яких 29,00 км² — суходіл та 0,40 км² — водойми.

## Демографія
Згідно з переписом 2010 року, у селищі мешкало 34 140 осіб у 11 556 домогосподарствах у складі 9044 родин. Густота населення становила 1161 особа/км².  Було 12854 помешкання (437/км²).
Расовий склад населення:
| - 66,6 % — білих - 22,7 % — чорних або афроамериканців - 4,2 % — азіатів - 0,2 % — корінних американців - 3,3 % — осіб інших рас |

До двох чи більше рас належало 3,0 %. Частка іспаномовних становила 20,4 % від усіх жителів.
За віковим діапазоном населення розподілялося таким чином: 27,1 % — особи молодші 18 років, 62,1 % — особи у віці 18—64 років, 10,8 % — особи у віці 65 років та старші. Медіана віку мешканця становила 37,7 року. На 100 осіб жіночої статі у селищі припадало 91,6 чоловіків;  на 100 жінок у віці від 18 років та старших — 86,6 чоловіків також старших 18 років.
Середній дохід на одне домашнє господарство  становив 84 002 долари США (медіана — 66 915), а середній дохід на одну сім'ю — 91 797 доларів (медіана — 73 806). Медіана доходів становила 48 291 долар для чоловіків та 40 788 доларів для жінок. За межею бідності перебувало 8,8 % осіб, у тому числі 13,7 % дітей у віці до 18 років та 7,4 % осіб у віці 65 років та старших.
Цивільне працевлаштоване населення становило 17 845 осіб. Основні галузі зайнятості: освіта, охорона здоров'я та соціальна допомога — 23,4 %, роздрібна торгівля — 17,3 %, мистецтво, розваги та відпочинок — 10,2 %, науковці, спеціалісти, менеджери — 9,8 %.